# 1996 FNS歌謡祭
『1996 FNS歌謡祭』（1996 エフエヌエスかようさい）は、1996年12月10日 19:00 - 21:54（JST）に生放送された通算25回目の『FNS歌謡祭』。

## 概要
この回と次回は、グランドプリンスホテル新高輪に代わって横浜アリーナが会場となった。また1978年から18年間担当した露木茂に替わって、川端健嗣が今回から男性司会を担当する（両名とも当時フジテレビアナウンサー）。
フジテレビにとっては河田町本社スタジオ時代最後の歌謡祭となった。また長きに渡って放送枠を提供した『火曜ワイドスペシャル』が、翌1997年9月30日を以て廃枠になった事から、新たに放送曜日を木曜に移動したため、火曜放送は今回が最後となった。
放送時間は引き続き火曜19:00 - 21:54だったが、21:00の『なるほど!ザ・ワールド』がこの年の3月26日放送で終了し、新たにドラマ枠（通称「火9」）が設置されたものの、この日の『こんな私に誰がした』を1時間繰り下げて22:00からの放送にし、関西テレビ制作火曜22時枠ドラマ『ゆずれない夜』以降も1時間繰り下げて放送された。
演歌・歌謡曲勢の出演は香西かおり、憲三郎&ジョージ山本、長山洋子、藤あや子の5人となり少数精鋭となった。
ジャニーズ事務所からはSMAP、TOKIO、V6の3組が出演した。
玉置浩二は大腸憩室炎の再治療を行うため、電話での出演となった。

## 出演者

### 司会
- 楠田枝里子
- 川端健嗣（当時・フジテレビアナウンサー）

### 出演アーティスト
- 相川七瀬
- 安室奈美恵
- 内田有紀
- 華原朋美
- 久保田利伸
- 小泉今日子
- 香西かおり
- シャ乱Q
- SMAP
- 玉置浩二（電話出演）
- dos
- TOKIO
- 中山美穂
- 長山洋子
- 憲三郎&ジョージ山本
- PUFFY
- V6
- 藤あや子
- 藤井フミヤ
- MAX
- 松田聖子
- 観月ありさ
- 森高千里
- RATS & STAR

太字は当年のNHK『第47回NHK紅白歌合戦』にも出場した歌手である。

### 音楽・演奏
- 武部聡志音楽団

## スタッフ
- 制作：井上信悟
- 構成：玉井貴代志
- 音楽：広瀬健次郎
- プロデューサー：水口昌彦、きくち伸
- プロデューサー・演出：大前一彦
- 技術協力：八峯テレビ、共同テレビジョン、サンフォニックス、FLT、バリライト
- 協力：横浜アリーナ
- 制作：フジテレビ第二制作部
- 制作著作：フジテレビ